# Journal of Second Language Writing (folyóirat)
A Journal of Second Language Writing egy recenzált tudományos folyóirat a nyelvészet és a nyelvoktatás területén. A folyóirat magába foglalja a második és az idegen nyelvű írás minden aspektusát, ideértve az írásos tanítást és az értékelést. 1992-ben alakult, és az Elsevier negyedévente teszi közzé. A jelenlegi főszerkesztők Icy Lee (Hongkongi Kínai Egyetem) és Dana Ferris (Kaliforniai Egyetem, Davis). Társult szerkesztők: Amanda Kibler (Oregon Állami Egyetem) és Todd Ruecker (Új-Mexikó Egyetem). Az alapító szerkesztők Leki Ilona (Tennessee Egyetem) és Tony Silva (Purdue Egyetem). 
A Journal Citation Reports szerint a folyóirat 2017. évi hatástényezője 3,321 volt, és a 182 folyóirat közül a 2. helyet foglalta el a „Nyelvészet” kategóriában.

## Kivonatolás és indexelés
A folyóiratot a következő szolgáltatások indexelik: 
- Arts & Humanities Search
- Communication Abstracts
- Current Contents
- Educational Research Abstracts Online
- Education Resources Information Center
- CSA Linguistics and Language Behavior Abstracts
- Language Teaching
- Linguistics Abstracts
- Scopus
- Social Sciences Citation Index

## Fordítás
Ez a szócikk részben vagy egészben  a   Journal of Second Language Writing című angol Wikipédia-szócikk ezen változatának fordításán alapul.  Az eredeti cikk szerkesztőit annak laptörténete sorolja fel. Ez a jelzés csupán a megfogalmazás eredetét és a szerzői jogokat jelzi, nem szolgál a cikkben szereplő információk forrásmegjelöléseként.